# Oracle Coherence
В изчислителната техника Oracle Coherence е Java-базирана мрежа от данни в оперативната памет, проектирана, за да подобри надеждността, скалируемостта и производителността в сравнение с традиционните релационни системи за управление на бази данни.
Coherence предлага няколко основни услуги:
- Управление на дублирани и дялови данни и услуги на кеширане. В същността си Oracle Coherence е високо скалируем и толериращ грешките разпределен кеширащ интрумент. Coherence използва специализиран скалируем протокол и евтини компютри, за да създаде клъстер, който безпроблемно да бъде разширяван, може да му се добави повече памент, процесорна мощ или и двете. В резултат Coherence осигурява високо достъпна и предвидима хоризонтално скалируема инфраструктура за управление на данните на приложения.
- Процесорен инструмент на дублирани данни – В допълнение на кеширането, Coherence осигурява богат модел на обраборка на данни, така че обработката може да бъде направена там, където са данните и резултатът да бъде върнат обратно на клиента. Премествайки обраборката към данните, обработката също е високо скалируема. Това до известна степен е подобно на MapReduce структурата, но липсва опцията за паралелни съкращения.
- Моделът на събитието позволява на разработчиците да си взаимодействат с данните, когато се променят.
- Поддръжка за клиенти, написана на Java, C++, както и на други езици, използващи Representational State Transfer (REST)

В допълнение Coherence осигурява разнообразие от механизми за интеграция с други сървиси, използвайки TopLink, Java Persistence API, Oracle Golden Gate или всяка друга платформа, която използва Coherence достъпни APIs.
Coherence може да бъде използвана за управление на HTTP сесии чрез CoherenceWeb. С CoherenceWeb приложни сървиси като Oracle WebLogic Server, IBM WebSphere, Apache Tomcat и други, може да се пожънат същите ползи на изпълнение, толериране на грешките и скалируемост на данни.
Някои Coherence модели, които се използват, са с отворен код и са изброени и поддържани от Oracle Coherence инкубатора.
Оригиналният Coherence продукт е разработен от Tangosol Inc. Oracle Corporation продобива Tangosol през април 2007 г., когато Coherence е имал около 120 преки клиенти. Бил е вграден в продуктите на някои компании, включвайки и конкуренти на Oracle.